# Heeresgruppe A
Il Gruppo d'armate A (tedesco: Heeresgruppe A) si riferisce a un gruppo d'armate, nell'ambito della Wehrmacht, costituito durante la seconda guerra mondiale.
Costituito dal Gruppo d'armate Sud il 26 ottobre 1939, ottenne il controllo del fronte occidentale nella regione di Eifel-Hunsrück. Nel maggio 1940 le sue armate presero parte alla Campagna di Francia, determinando lo sfondamento decisivo nel settore delle Ardenne, e nella successiva battaglia di Dunkerque. Riorganizzato durante le fasi di questa battaglia, in luglio ottenne il controllo del settore centrale del fronte, tra i fiumi Aisne e Mosella, avanzando fino al confine con la Svizzera e determinando di fatto l'aggiramento della Linea Maginot.

## Teatri operativi e Armate
| Periodo                   | Teatro operativo                                       | Armate                                                                   |
| novembre - dicembre 1939  | Strana guerra                                          | 12. Armee 16. Armee                                                      |
| gennaio - maggio 1940     | Strana guerra                                          | 4. Armee 12. Armee 16. Armee (in seguito anche la 2. Armee)              |
| giugno 1940               | Campagna di Francia                                    | 2. Armee 12. Armee 16. Armee (aggregrato anche il Panzergruppe Guderian) |
| luglio 1940               | Campagna di Francia                                    | 6. Armee 9. Armee 16. Armee                                              |
| agosto 1940               | Riposo\Francia                                         | 9. Armee 16. Armee                                                       |
| settembre - ottobre 1940  | Comando generale delle truppe di occupazione in Olanda | 9. Armee 16. Armee                                                       |
| novembre - dicembre 1940  | -                                                      | 9. Armee 16. Armee                                                       |
| gennaio - aprile 1941     | -                                                      | 9. Armee 16. Armee                                                       |
| maggio 1941               | -                                                      | 8. Armee 17. Armee                                                       |
| agosto 1942               | Fronte orientale                                       | 1. Panzerarmee 11. Armee 17. Armee 3. rumänische Armee                   |
| settembre - dicembre 1942 | Fronte orientale                                       | 1. Panzerarmee 17. Armee 3. rumänische Armee                             |
| gennaio 1943              | Fronte orientale                                       | 1. Panzerarmee 17. Armee                                                 |
| febbraio 1943             | Fronte orientale                                       | 17. Armee                                                                |
| marzo - settembre 1943    | Fronte orientale                                       | 17. Armee                                                                |
| ottobre - dicembre 1943   | Fronte orientale                                       | 6. Armee 17. Armee                                                       |
| gennaio - febbraio 1943   | Fronte orientale                                       | 17. Armee 3. rumänische Armee                                            |
| marzo 1944                | Fronte orientale                                       | 6. Armee 17. Armee 3. rumänische Armee                                   |

## Comandanti
- 15 ottobre 1939 - 10 luglio 1941: Generalfeldmarschall Gerd von Rundstedt
- 10 luglio 1942 - 10 settembre 1942: Generalfeldmarschall Wilhelm List
- 10 settembre - 21 novembre 1942: direttamente sottoposto allo OKH
- 21 novembre 1942 - 25 marzo 1944: Generalfeldmarschall Ewald von Kleist
- 25 marzo 1944 - 31 marzo 1945: Generalfeldmarschall Ferdinand Schörner